# 七天戰役
七天战役（英語：Seven Days Battles；1862年6月25日—1862年7月1日）（又被稱作七日會戰），是美国南北战争时期的一次战役，南军在罗伯特·李指挥下击退了乔治·B·麦克莱伦率领的北军。

## 战前
1861年北军在第一次牛奔河之役被击败，使林肯政府大为震惊，同年7月27日麦克莱伦被召回接管华盛顿及附近的军队，之后代替史考特出任北军总司令。
麦克莱伦将第一次牛奔河之战中的溃军改组为波多马克军团，并开始扩充兵力，到1861年10月27日，波多马克军团兵力增加至15万人左右，:19但到了12月的时候，麦克莱伦开始患病:19。1862年2月的时候，麦克莱伦提出放弃陆路进攻里奇蒙的计畫，将目标转为拉帕汉诺克河（Rappahannock）的乌班那（Urbana），林肯暂时勉强同意了计畫，但由於擔心华盛顿失去陆军掩护，在3月8日下令必须在华盛顿城内及附近留下一支足够的兵力以保证其安全，又禁止麦克莱伦将部队運往乌班那。:20
在3月13日的軍事会议上，麦克莱伦决定將计畫改為前往老安乐点（Old Point Comfort）或门罗堡，17日第一批部队开始出发。:21麦克莱伦离开华盛顿后，林肯即下令解除其总司令职务，麦克莱伦的指挥權仅限于波多马克军团。:214月6日，军械部长斯坦顿通知麦克莱伦：为了保卫华盛顿的安全，林肯决定把麥道威爾（Irvin McDowell）的第一军（约35000人）留在华盛顿附近。:22
5月10日，南军炸毁了己方的“弗吉尼亚”号军舰并撤出诺福克，北军舰队开入了詹姆斯河，距里奇蒙僅约7英里。:21在华盛顿附近，波多马克军团的第一军被部署在仙那度河谷，南軍將領杰克逊建议由其向仙那度谷地前进吸引麦道威尔的第一军避免其威胁到里奇蒙，罗伯特·李同意了该计畫，到了5月24日，林肯第二次扣留麦道威尔的第一军，命令其前往仙那度谷地增援。:23
5月31日至6月1日，双方发生了一次混战，称作弗尔奥克斯（Fairoaks）或七松之役（Seven Pines），1日下午7时的战斗中南方将领约翰斯顿受了重伤。:24战后三个星期裡，麦克莱伦的军团仍然忙于架桥工作，南军指挥官罗伯特·李则忙于构筑防线和改组北弗吉尼亚军团，新的军团分为六个师。:25

## 战事
6月23日，麦克莱伦的情报人员将一个南军计划联合进攻的谣言报告给他，25日麦克莱伦命令前哨线向前推进，南北军发生遭遇战，七日会战就此開打。:286月25日黄昏麦克莱伦又接到罗伯特·李获得增援的错误报告，使他误认为南军人数在200，000人左右，麦克莱伦决定退却，罗伯特·李也误认为北军是南军的两倍，但其决定发动攻击。:28
6月26日下午，北军撤出了一些砲兵阵地，退到比弗丹溪后的预设阵地中，安布罗斯·希尔的师对其猛攻失败，死伤惨重。安布罗斯·希尔的攻击导致北军向后方撤退，南军丹尼尔·希尔师的李普雷（Rip-ley）旅向北军阵线上最坚固的一个据点的強攻以失败告终，七天战役的第一战以南军惨败结束。当夜，罗伯特·李向哈格尔下达紧急命令，要求其守住堑壕，罗伯特·李担心麦克莱伦集合全军力量，突破哈格尔的防线向里士满前进。:30麦克莱伦并没有冒险，而是决定撤退到詹姆斯河，建立新的基地重整攻势。
6月27日下午2时，安布罗斯·希尔的师向北军发动正面攻击，南军的冲锋不断被击退，下午4时，北军获得斯罗孔（Slocum）师9000余人的增援，黄昏时分，南军杰克逊师到达，罗伯特·李下令全面突击，北军阵地中央被突破，南军俘虏了2800人（包括1200名伤兵）和22门火砲，南军付出伤亡8000余人的代价赢得了盖恩斯磨坊之战，当天夜间北军维持着秩序向齐卡何米尼河以南撤退。:30–31
罗伯特·李把骑兵派往约克河铁路的远征行动，斯图亚特的骑兵师因此没有赶上战役的最后一战，骑兵的远征也使罗伯特·李无法确定麦克莱伦的撤退方向。直到29日清晨罗伯特·李才得知了麦克莱伦的撤退方向，决心全力歼灭麦克莱伦的军团，罗伯特·李下达命令后前往哈格尔的部队，此后各部之间各自为战，形成了混战。29日南军马格德鲁尔师独力攻击北军的后卫，罗伯特·李曾命令杰克逊支援马格德鲁尔，但当天杰克逊的部队并没有出现，对此亚历山大将军的观点是：6月29日当天杰克逊的部队因为宗教信仰而在营中祷告，直到午夜过后凌晨2时才出发，:34
到了6月29日下午，麦克莱伦的部队安全渡过了怀特奥克斯沼地。:33
6月30日下午，南军隆史崔特麾下的先头旅与北军步兵开始交战，:35随后在森林中与后续部队脱节，只俘虏了几百名敌军和14门火砲，同时哈格尔的部队在森林中缓慢前进，到傍晚只推进了2英里，而杰克逊師和艾威尔师也因为捡拾北军丢弃的装备而行进缓慢。到了黄昏后，坚守弗莱塞尔农庄的北军保持着秩序向马尔芬小山退却，南军丧失了战机，弗里曼认为这是“南军在战史上所丧失的伟大机会之一”。:36–38
7月1日清晨，马格德鲁尔师到达弗莱塞尔农庄，罗伯特·李下令继续追击。此时麦克莱伦全军集结在马尔芬小山，到了下午南军砲兵率先开火，但反被北军的火力压制，罗伯特·李只好放弃突击计畫。日落后，马格德鲁尔的九个旅开始进攻，由于各自为战，很快被北军砲火击退，马格德鲁尔和丹尼尔·希尔误认为攻击已经开始，也下令部队进攻，战况极为不利，直到深夜时战斗才停止。麦克莱伦的属下建议反攻南军，但他仍决定向詹姆斯河撤退，罗伯特·李派出骑兵继续追击，随后麦克莱伦在艾费林顿高地建立了坚固的防線上，罗伯特·李亲自观察后放弃了追击，7月9日带领全军返回里士满。:42

## 评价
英国军事历史学家富勒认为，双方指挥官均未达成目标的原因与其个人能力有关系，麦克莱伦作为指挥官是懦弱的，但却是能干的参谋军官，而罗伯特·李虽是大胆果断的指挥官，但其参谋能力很差。假使不是南军屢屢犯错，麦克莱伦的波多马克军团可能全军覆灭，美国联邦政府也会暂时崩溃。而如果麦克莱伦没有犯错，南军的全军覆没会成定局，邦联政府也会随之灭亡。这场战争的政治重要性在于其并非缩短了战争，而是将战争延长了近三年之久。:42–43